# Vladimir Oravsky
Vladimir Oravsky (født d. 22. januar 1947) er en svensk forfatter, der skriver på svensk, engelsk og slovakisk.
Vladimir Oravsky og Kurt Peter Larsen blev 2006 belønnet med førstepræmien i den verdensomspændende dramakonkurrence arrangeret af The International Playwrights’ Forum / The International Theatre Institute (ITI) og The International Association of Theatre for Children and Young People (ASSITEJ) for deres stykke AAAHR!!!.